# 영양적 분류
영양적 분류(營養的 分類)는 생물(특히 미생물)의 증식, 생장 조건에 따른 분류법이며, 정확한 종의 분류 등에서는 그다지 사용되지 않지만 포괄적인 특성을 쉽게 이해하기 위해 사용된다. 예를 들어 Escherichia coli라는 학명만으로는 어떤 성질을 가진 생물인지 알 수 없지만, Escherichia coli는 화학합성 종속영양생물(화학 에너지를 에너지원으로, 탄소원으로 유기물을 이용함)이라고 쓰면 직관적으로 이해할 수 있다.
가장 단순한 영양적 분류 방법은
- 에너지원으로 무엇을 사용하는가 (빛에너지 또는 화학 에너지)
- 탄소원으로 무엇을 사용하는가 (이산화 탄소 또는 유기물)

에 따라 분류한다. 또한 생물의 생장 온도, pH, 산소 분압, 염의 농도 등 여러 가지 요인들을 조합하여 보다 복잡하게 사용되기도 한다.
영양적 분류는 주로 미생물에게만 적용된다. 왜냐하면 다세포 생물인 동물과 균류는 모두 화학합성 종속영양생물(공생 미생물을 가지고 있는 것은 제외)이며, 식물은 모두 광합성 독립영양생물(기생성인 것은 제외)이기 때문이다. 다양한 환경에 서식하며 다양한 영양 요구성을 나타내는 미생물의 분류에 영양적 분류가 사용된다.

## 같이 보기
- 광영양생물
- 화학합성생물
- 독립영양생물
- 종속영양생물
- 혼합영양생물
- 유기영양생물
- 무기영양생물
- 화학합성
- 물질대사